# 我愛你 (中島美嘉單曲)
《我愛你》，日本女歌手中島美嘉的第6張單曲。2003年1月29日發行。

## 概述
- 2003年第1張單曲，與前作相隔約6個月。
- PV中其中一幕，中島在燃點中的100枝以上的蠟燭中歌唱。
- 由本作開始至「LEGEND」都是以Label gate CD發行。但由於其後Label gate CD廢盤，因此以CD-DA再發。

## 收錄曲

### CD
1. 我愛你
  - 作詞・作曲：H／編曲：shinya
2. marionette
  - 作詞：中島美嘉／作曲・編曲：清水信之
3. THE ROSE
  - 作詞・作曲：Amanda McBroom／編曲：島健
4. 我愛你 [Jazztronik Mix]
  - 編曲：Jazztronik
5. 我愛你 [Instrumental]

### 黑膠唱片
A面
1. 我愛你
2. marionette

B面
1. 我愛你 [Jazztronik Mix]